# Hans Kern (Kartograph)

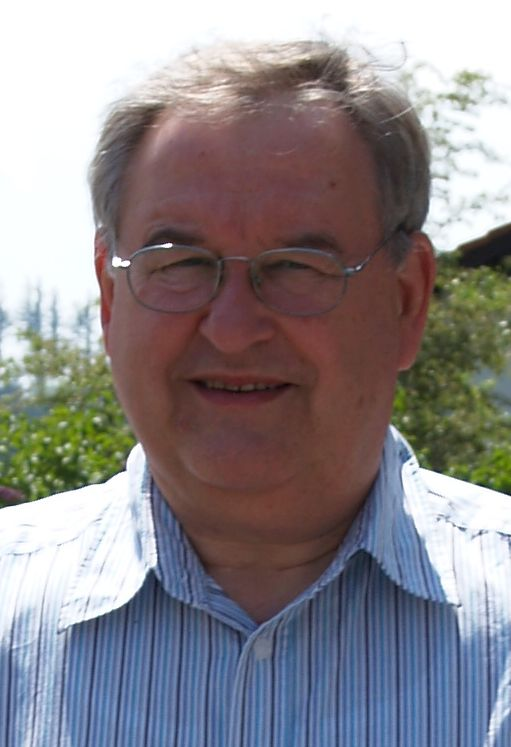
Hans Kern, 2012

Hans Ferdinand Kern (* 20. Mai 1943 in Freiburg im Breisgau) ist ein deutscher Kartograph. Er war einer der ersten Kartographen, die thematische Karten automatisch erzeugt haben, und damit einer der Wegbereiter der Digitalisierung in der Kartographie.

## Leben und Wirken
Hans Kern ist der älteste von fünf Söhnen des Pathologen Hans Georg Paul Kern und seiner Ehefrau Ursula Anna Kern, geb. Funk. Er legte 1963 das Abitur an der Arndt-Oberschule (Gymnasium) in Berlin ab. Von 1963 bis 1969 studierte er Mathematik an der Freien Universität Berlin. Das Studium schloss er als Diplom-Mathematiker ab. An derselben Universität studierte er von 1969 bis 1971 Geographie und Kartographie. Von 1969 bis 1971 war Kern wissenschaftlicher Tutor am Mathematischen Institut der Freien Universität Berlin. An derselben Universität war er von 1969 bis 1976 zunächst Mitarbeiter, dann wissenschaftlicher Assistent von Klaus-Achim Boesler am Geographischen Institut.
Von 1976 bis 1981 war Kern wissenschaftlicher Angestellter von André Kilchenmann am Geographischen Institut der Universität Karlsruhe. Anschließend wurde Kern zum Professor im Fachbereich Vermessungswesen und Kartographie der Hochschule Karlsruhe ernannt und lehrte dort bis zu seiner Pensionierung 2008.
Von 1989 bis 1994 leitete Kern 15 Karlsruher Kartographie-Kurse zur Präsentation neuer Soft- und Hardware in Karlsruhe und von 1990 bis 1995 das Muskar-Labor (Mustererkennung in der Kartographie) an der Hochschule Karlsruhe.
Von 1999 bis 2011 war Kern Vorsitzender der Sektion Karlsruhe der Deutschen Gesellschaft für Kartographie.
Im Rahmen von internationalen Kongressen und Vortragstätigkeiten stellte Kern zwischen 1977 und 2003 seine wissenschaftlichen Arbeiten in Köln, Bern (Schweiz), Harvard (USA), Maryland (USA), Den Haag (Niederlande), Tokyo (Japan), Peking (China), Budapest (Ungarn), Morelia (Mexiko), Barcelona (Spanien), Santiago de Chile (Chile) und Havanna (Kuba) vor.

## Forschungsschwerpunkte
Ausgangspunkt seiner wissenschaftlichen Arbeit war die Herausforderung, statistische Erhebungen mit räumlichen Bezug durch einen automatisierten Prozess in thematische Karten umzusetzen. Während für die statistische Aufbereitung bereits Programmpakete (z. B. SPSS 'Statistical Package for the Social Sciences') zur Verfügung standen, gab es keine Programme zur Erstellung Thematischer Karten mit Plottern oder anderen graphischen Ausgabegeräten. Weitere Forschungsschwerpunkte sind Digitalisierung, Verkehrsstärkenkarten, Schummerung, Mustererkennung, PostScript, kartenverwandte Darstellungen, Geodateninfrastruktur.
Zusammen mit Karin Schulz hat er ein Programm zur automatisierten Herstellung thematischer Karten nach dem Diagrammprinzip (THEKAR) entwickelt.

## Karten und Schriften
Mit dem Programm THEKAR erstellte Themadiagramme
- Karte 3 und 4. In: Klaus-Achim Boesler:  Finanzkraft, Infrastrukturausstattung und Verwaltungsgebietsstruktur.  In:  Tagungsbericht und wissenschaftliche Abhandlungen. Deutscher Geographentag Erlangen-Nürnberg. 1.—4. Juni 1971.  / im Auftr. d. Zentralverb. d. Dt. Geographen hrsg. von Peter Schöller u. Herbert Liedtke. Steiner, Wiesbaden 1972, S. 106–113.
- Gerret Friese, Hans Kern, Rolf Thierer: Karten  Derzeitige und gewünschte Wohnungsgröße.  und  Gewünschte Wohnungsart und Beheizung.  In:  Die Information. Stadterneuerung Berlin im Sanierungsgebiet Schöneberg-Bülowstraße und im Sanierungsgebiet Charlottenburg-Klausenerplatz.  Neue Heimat Berlin, Heft 2. 1976, S. 8–9.
- Karten 1 bis 3. In: Lothar Schlawe:  Zur geographischen Verbreitung der Ginsterkatzen, Gattung Genetta G. Cuvier, 1816.  In:  Faunistische Abhandlungen.  Band 7, Nr. 15, Staatliches Museum für Tierkunde in Dresden, 1980, S. 147–161.
- Karte. In: Lothar Schlawe:  Material, Fundorte, Text- und Bildquellen als Grundlagen für eine Artenliste zur Revision der Gattung Genetta G. Cuvier, 1816, (Mamalia, Carnivora, Viverridae)  (=  Zoologische Abhandlungen.  Band 37, Nr. 4). Staatliches Museum für Tierkunde Dresden, 1981.
- Kartenausschnitt. In: Reinhard Leuschner:  Die Sand- und Kieswirtschaft in der Region Mittlerer Oberrhein.  (Diplomarbeit im Studiengang Kartographie, Fachhochschule Karlsruhe) In: Walter Leibbrand (Hrsg.) im Auftrag der Deutschen Gesellschaft für Kartographie:  Kartographie der Gegenwart in der Bundesrepublik Deutschland '84.  3 Bände, Selbstverlag DGfK, Bielefeld 1984, Seite 1020–11.
- Karten 1 bis 5. In: Horst Matzerath:  Urbanisierung in Preußen 1815—1914  (=  Schriften des Deutschen Instituts für Urbanistik.  Band 72, 2 Bände). Berlin 1985, ISBN 3-17-008472-0 (Zugleich: Berlin, Freie Universität, Habilitationsschrift, 1980).
- Karten 1 bis 31. In: Stadtwerke Karlsruhe (Hrsg.):  Örtliches Versorgungskonzept. Wärmekonzept der Stadt Karlsruhe mit leitungsgebundenen Energien.  Karlsruhe 1984.

Postscript-Karte
- Karte  Automatische Strassenverkehrszählungen. Verkehrsstärken 1983.  Innenministerium Baden-Württemberg, Abt. Straßenbau 1984.

Wissenschaftliche Artikel
- mit Karin Schulz:  THEKAR. Ein Programmsystem zur automatisierten Herstellung thematischer Karten nach dem Diagrammprinzip.  In:  Kartographische Nachrichten.  Heft 3, Kirschbaum, Bonn 1976, S. 94–100.
- Neuere Techniken der Flächenschraffur und der Herstellung von Farbauszügen in der automatisierten thematischen Kartographie.  In:  Kartographische Nachrichten.  Heft 1, Kirschbaum, Bonn 1978, S. 1–7.
- ADP-Supported Color Separation.  In:  Nachrichten aus dem Karten- und Vermessungswesen.  Heft 35, Reihe 2 Übersetzungen, Inst. f. Angewandte Geodäsie, Frankfurt a. M. 1978, ISSN 0469-4244, S. 55–64.
- The THEKAR-System.  Paper presented to the International User's Conference on Computer Mapping Software and Data Bases, Harvard-University, 1978.
- Automatisierte Erstellung von Planungskarten für die Stadt- und Regionalplanung.  In:  wimatika 79. Vorträge zum Kongress für Wissenschaft und Automatisierung vom 7. bis 9. März 1979 in Karlsruhe.  Universität Karlsruhe (TH) (Hrsg.) 1979, S. 27–34.
- Analysis and presentation of information for social planning in renewal areas. The Berlin Example.  In:  Seventh European Symposium Urban Data Management. The Hague 23—27 April 1979.  Part one, Part two, 1979, Programme Paper 28, Den Haag 1979, 13 Seiten.
- Sozialbefragungen in Berliner Sanierungsgebieten.  In:  International Conference on the Application of Computers in Architecture, Building Design and Urban Planning.  Parc 79, Proceedings, AMK Berlin 7.—10.5.1979, S. 639–652.
- Representation of Soft and Hard Data for Urban Areas. Case Studies in Berlin and Karlsruhe.  In: Gerhard Bahrenberg, Ulrich Streit (Hrsg.):  German Quantitative Geography. Papers presented at the 2nd European Colloquium on 'Theoretical and Quantitative Geography' in Cambridge 1980  (=  Münstersche Geographische Arbeiten.  Heft 11). 1981, ISBN 3-506-73211-0, S. 155–170.
- Digitalisieren von Blockgrenzen- und Gemeindegrenzenkarten. Hilfen, Erfahrungen, Probleme.  In:  Nachrichten aus dem Karten- und Vermessungswesen.  Heft 89, Reihe 1 (Originalbeiträge), Inst. f. Angewandte Geodäsie, Frankfurt a. M. 1982, ISSN 0469-4236, S. 49–62.
- Kreisringpanorama und Progressive Perspektive.  In: Christian Herrmann, Hans Kern (Hrsg.):  Kartenverwandte Darstellungen. Werkstattberichte  (=  Karlsruher Geowissenschaftliche Schriften.  Reihe A, Band 4). Karlsruhe 1986, ISBN 3-89063-003-0, S. 153–164.
- Automationsgestützte Fortführung thematischer Karten. Ein Beispiel.  In:  Festschrift zum 60. Geburtstag von Werner Böser  (=  Karlsruher Geowissenschaftliche Schriften.  Reihe A, Band 2, Reihe B, Band 2, Beilagen). Karlsruhe 1986, ISBN 3-89063-001-4, S. 261–268.
- Anforderungen an EDV-Programmsysteme aus der Sicht der Thematischen Kartographie.  In: Ferdinand Mayer (Hrsg.):  Digitale Technologie in der Kartographie. Wiener Symposium 1986  (=  Wiener Schriften zur Geographie und Kartographie.  Band 1). Wien 1988, ISBN 3-900830-01-0, S. 154–165.
- mit Heinz Morhard:  Teilautomatische Herstellung und Fortführung der 'Verkehrsstärkenkarte 1983 und 1984' im Maßstab 1:500 000.  In: Klaus Kirschbaum, Karl-Heinz Meine (Hrsg.):  International Yearbook of Cartography XXVI 1986.  Kirschbaum, Bonn April 1987, ISBN 3-7812-1190-8, S. 39–50.
- Computer-Aided Production of Thematical Maps for Traffic Data.  In:  Nachrichten aus dem Karten- und Vermessungswesen.  Nr. 44, Reihe 2, Inst. f. Angewandte Geodäsie, Frankfurt a. M. 1986, ISSN 0469-4244, S. 79–82.
- Rechnergestützter Kartenentwurf. Überschau.  In: Walter Leibbrand (Hrsg.):  Kartengestaltung und Kartenentwurf  (=  16. Arbeitskurs Niederdollendorf 1986.  Text, Karten). Kirschbaum, Bonn März 1988, ISBN 3-7812-1210-6, S. 175–182.
- Traffic — Data — Maps.  In: The Cartographic Journal, Vol. 23, December 1986.
- mit Heinz Morhard:  Computer-Aided Cartographic Representation of Thematic Data. The Traffic Intensity Maps of Baden-Württemberg.  In:  Nachrichten aus dem Karten- und Vermessungswesen.  Nr. 46, Reihe 2, Inst. f. Angewandte Geodäsie, Frankfurt a. M. 1987, ISSN 0469-4244, S. 41–50.
- mit Heinz Morhard:  Computer-Aided Cartographic Representation of Thematic Data. The Traffic Intensity Maps of Baden-Württemberg.  Proceedings of the 13th International Conference, Morelia, Mexico 1987, ICA, I.
- mit Heinz Morhard:  Traffic Intensity Maps.  In:  Developments in Surveying and Mapping.  National Institute of Scientific-Technical Information on Surveying and Mapping 1993, Nr. 4, Beijing, China, S. 18–21.
- Kartenherstellung mit Aldus FreeHand 3.11.  In: Walter Leibbrand (Hrsg.):  Kartenherstellung auf MAC, PC und Workstation  (=  20. Arbeitskurs Niederdollendorf 1994.  Manuskriptdruck, Beilagen). Kirschbaum, Bonn 1994, ISBN 3-7812-1362-5, S. 84–113.
- Farbmanagementsysteme.  In: Walter Leibbrand (Hrsg.):  Kartenherstellung auf MAC, PC und Workstation  (=  20. Arbeitskurs Niederdollendorf 1994.  Manuskriptdruck, Beilagen). Kirschbaum, Bonn 1994, ISBN 3-7812-1362-5, S. 176–186.
- mit Heinz Morhard:  Verkehrsstärkenkarten in der Bundesrepublik Deutschland.  In:  Kartographische Nachrichten.  Heft 1, Kirschbaum, Bonn 1995, S. 9–16.
- mit Rolf Klauer:  Scan vectorisation. Classification and pattern recognition as a means for transforming analogue maps into GIS.  In:  Aspects of the environment in Europe.  Proceedings of a TEMPUS / ERASMUS Workshop held on 26–27 April, 1995 at the University of Wolverhampton, UK, S. 87–91.
- mit Rolf Klauer:  Scan-Vectorisation. Classification and Pattern Recognition as a Means for Transforming Analogue Maps into GIS.  In:  Proceedings of the 17th International Conference.  Beitrag 287, ICA, Barcelona 1995, ISBN 84-393-3583-0, S. 1516–1520.
- mit Michael Oberdorfer:  Sensitive Karten und Grafiken als Verkaufsunterstützung in einem Online-Shop für den Landkartenversand.  In:  50 Jahre Sektion Karlsruhe der Deutschen Gesellschaft für Kartographie e.V. Festschrift  (=  Karlsruher Geowissenschaftliche Schriften.  Reihe A, Band 16). Karlsruhe 2004, ISBN 3-89063-018-9, S. 209-214.
- Konstruktion von Kartenverwandten Darstellungen mit Standard-DTP-Programmen.  In:  Papers in Honour of the 65th Birthday of Prof. István Klinghammer.  Studia Cartologica 13, Eötvös Loránd University, Budapest 2006, ISSN 0495-1719, S. 217–224.
- mit Volker von Nathusius:  Dynamische, interaktive Thematische Kartographie in Webmapping-Applikationen.  In:  Kartographische Nachrichten (Journal of Cartography and Geographic Information).  Heft 4, Kirschbaum, Bonn 2010, S. 194–200.

Herausgeberschaften
- mit Christian Herrmann:  Kartenverwandte Darstellungen. Werkstattberichte  (=  Karlsruher Geowissenschaftliche Schriften.  Reihe A, Band 4). Karlsruhe 1986, ISBN 3-89063-003-0.
- Mustererkennung in der Kartographie  (=  Karlsruher Geowissenschaftliche Schriften.  Reihe D, Band 8). Karlsruhe 2001, ISBN 3-890063-707-8.
- 50 Jahre Sektion Karlsruhe der Deutschen Gesellschaft für Kartographie e.V. Festschrift  (=  Karlsruher Geowissenschaftliche Schriften.  Reihe A, Band 16). Karlsruhe 2004, ISBN 3-89063-018-9.

Monographien
- Über die Universelle Kompaktifizierung Topologischer Gruppen.  Diplomarbeit, Freie Universität Berlin, Mai 1969.
- Thematische Computerkartographie. Entwicklungen und Anwendungen  (=  Karlsruher Manuskripte zur Mathematischen und Theoretischen Wirtschafts- und Sozialgeographie.  Heft 22). Geographisches Institut, Prof. Dr. André Kilchenmann, Universität Karlsruhe, Karlsruhe Oktober 1977.

Verschiedenes
- mit Hans Daske, Peter Oelmann:  Übersichtsplan Karlsruhe.  Verkehrsverein Karlsruhe e.V. (Hrsg.), 1984.
- mit Harald Becht, Hans Daske: Karte  Heimatkarte Marxzell mit den Ortsteilen Burbach, Frauenalb, Marxzell, Pfaffenrot, Schielberg.  Gemeinde Marxzell (Hrsg.), 1991.
- Heinrich Langenbach:  Chronik der Gemeinde Schielberg im ehemaligen Klosteramt Frauenalb im früheren Oberamt Ettlingen im heutigen Landkreis Karlsruhe.  Gemeinde Marxzell (auf der Grundlage des Manuskripts von Heinrich Langenbach aus dem Jahr 1977), 1999, ISBN 3-89063-453-2.